# Испуг
Испуг — рефлекторная реакция на возможную опасность. В состав реакции обычно входит вздрагивание, расширение зрачков, застывание тела, реже бывает мочеиспускание, дефекация, ощущение холода. Согласно австрийскому психологу Зигмунду Фрейду испуг подчёркивает действие опасности, когда не было готовности к страху.

## Испуг и чувство страха
Испуг часто путают с чувством страха. Но испуг это не эмоция и не чувство, он может сопровождаться чувством страха, однако это не является обязательным. Кроме страха, испуг может вызывать и другие эмоции: панику, собранность, агрессию. Это зависит от выработанной привычки.

## Сила испуга
На силу испуга влияют несколько факторов:
1. неожиданность произошедшего (чем неожиданнее воздействие, тем сильнее испуг);
2. предыдущий негативный опыт (если с действием, вызывающим испуг, связано неприятное воспоминание, испуг будет сильнее);
3. текущий эмоциональный фон (если человек испытывает напряжение или волнение, испуг будет сильнее);
4. многократность действия с возможностью убедиться, что испуг не приводит к опасным последствиям (при многократном повторении неопасной внезапной ситуации происходит привыкание и сила испуга уменьшается).

## Эволюция испуга
Испуг — одна из самых древних реакций животных. В дикой природе он нужен для того, чтобы оберегать себя от опасности. Чем больше развивались виды, тем сложнее становилась реакция испуга.
У млекопитающих выделяют 4 стадии:
1. Убежать.
2. Драться (если убежать не удастся).
3. Оцепенеть (если противник явно сильнее).
4. Потерять сознание (если оцепенение не помогло).